# Mancs (film)
A Mancs Pejó Róbert 2013-ban forgatott, 2015-ben bemutatott valós és animációs jelenetekkel készült kalandfilmje, amelynek a történetét a híres magyar mentőkutya, Mancs ihlette, azonban nem az ő valós életét láthatjuk, hanem fiktív történeteket. Egyszersmind tisztelgés a magyar mentőkutyák előtt.

## Cselekmény
|  | Alább a cselekmény részletei következnek! |

Fehér Zoltán villamosszerelő, egykor sikeres kutyaidomár volt. Egyik nap felhívja egy rokona, hogy gyorsan siessen hozzá, mert az egyik ismerősét már napok óta nem látták, és a rosszcsont, kölyök német juhászkutyája miatt nem tudnak bemenni. Zoli megtalálja a férfit, akinek rosszullét okozta a halálát. Zolit arra kérik, hogy vigye magával a kutyát, de mivel Zoli panelházban lakik, felesége meg várandós, éppen ezért nem vállalja. Végül rászánja magát, és magához veszi a rosszcsont kiskutyát, akiből aztán igazi mentőkutyát farag. Majd az egyik villamosszerelő barátjával és egy orvos ismerősével mentőcsapatot hoznak létre, és Mancs, a kutya segítségével számos ember életét mentik meg.
|  | Itt a vége a cselekmény részletezésének! |

## Szereplők
- Trill Zsolt (Fehér Zoltán)
- Alex (Mancs)
- Keresztes Tamás (Ficzere József)
- Szacsvay László (Dr. Varga Imre 'Doki')
- Holecskó Orsolya (Eszter, Zoli felesége)
- Szarvas József (Formanek)
- Nyári Oszkár (Garai)
- Pásztor Erzsi (Erzsi néni)

## Díj
A Chemnitzben megrendezett Schlingel Nemzetközi Filmfesztiválon 2015-ben elnyerte az Európai Gyermekfilm-díjat.